# حبق خيطي
حبق خيطي أو تمرار اوحبق الرهبان أو رِيحَان سُلَيْمَان (الاسم العلمي:Ocimum filamentosum) هو نوع من النباتات يتبع جنس الحبق من الفصيلة الشفوية.